# Нийл Деграс Тайсън
Нийл Деграс Тайсън (на английски: Neil deGrasse Tyson) е американски астрофизик и популяризатор на науката.
Директор е на планетариума „Хейдън“ и научен сътрудник в катедрата по астрофизика в Американския музей по естествена история. От 2006 до 2011 г. е водещ на научно-образователното телевизионно шоу на NOVA ScienceNOW на канал PBS и е чест гост на The Daily Show, The Colbert Report и Real Time with Bill Maher. От 2009 г. е водещ на седмичното радиошоу StarTalk. През 2014 г. Тайсън заедно със Сет Макфарлън започва ново телевизионно предаване, наречено Cosmos: A Spacetime Odyssey, актуализирано продължение на предаването от 1980 г. на Карл Сейгън Cosmos: A Personal Voyage.

## Кратка научна биография
Изследванията на Тайсън са фокусирани върху различни наблюдения в космологията, звездната еволюция, галактическата астрономия и звездните формации. Той е заемал и заема редица постове, включително в Университета на Мериленд, Принстънския университет, Американския музей по естествена история и планетариума „Хейдън“.
Нийл Тайсън написва няколко популярни книги по астрономия. През 1995 г. започва да списва своя колонка – „Вселена“ – в списание Natural History. През 2001 г. президентът на САЩ Джордж Уокър Буш го назначава да служи в Комисията относно бъдещето на американската космическа индустрия, а през 2004 г. – в Комисията на президента за изпълнение на американската изследователска политика за проучване на Космоса, известна като „Луна, Марс и отвъд“. Скоро след това е удостоен с почетния медал на НАСА – най-високото гражданско отличие, връчвано от НАСА.

## Личен живот
Нийл живее в ТрайБеКа, щата Ню Йорк, с жена си Елис Янг и двете си деца Миранда и Тревис.
Любител е на виното, колекцията му е отбелязана в броя от 31 май 2000 г. на вестник Wine Spectator, а също в пролетното издание от 2005 г. на британското издание The World of Fine Wine („Светът на изисканото вино“).
По мнението на мнозина, Нил е атеист, но самият той твърди, че терминът „агностик“ му подхожда повече.
В края на 2018 г. против Тайсън са повдигнати обвинения за сексуален тормоз от страна на четири жени. Тайсън отрича обвинението на едната от тях за изнасилване, но потвърждава основните факти за неуместно поведение, изнесени от другите три жени, твърдейки, че действията му са невярно изтълкувани и поднася извиненията си за всяко недоразумение или оскърбление.

## Книги
- Merlin's Tour of the Universe (1st ed 1989/2nd ed 1998). ISBN 0-385-48835-1
- Universe Down to Earth (1994). ISBN 0-231-07560-X
- Just Visiting This Planet (1998). ISBN 0-385-48837-8
- One Universe: At Home in the Cosmos (2000). ISBN 0-309-06488-0
- Cosmic Horizons: Astronomy at the Cutting Edge (2000). ISBN 1-56584-602-8
- City of Stars: A New Yorker's Guide to the Cosmos (2002)
- My Favorite Universe (a 12-part lecture series) (2003). ISBN 1-56585-663-5
- Origins: Fourteen Billion Years of Cosmic Evolution (co-authored with Donald Goldsmith) (2004 / softcover reprinted in 2014 with a new cover reflecting Tyson's status as host of Cosmos: A Spacetime Odyssey). ISBN 0-393-32758-2
- The Sky Is Not the Limit: Adventures of an Urban Astrophysicist (2004 / softcover reprinted in 2014 with a new cover reflecting Tyson's status as host of Cosmos: A Spacetime Odyssey). ISBN 978-1-59102-188-9
- Death by Black Hole: And Other Cosmic Quandaries (2007 / softcover reprinted in 2014 with a new cover reflecting Tyson's status as host of Cosmos: A Spacetime Odyssey). ISBN 0-393-33016-8 Да паднеш в черна дупка (2008) ISBN 978-954-321-475-4.
- The Pluto Files: The Rise and Fall of America's Favorite Planet (2009 / softcover reprinted in 2014 with a new cover reflecting Tyson's status as host of Cosmos: A Spacetime Odyssey). ISBN 0-393-06520-0
- Space Chronicles: Facing the Ultimate Frontier (2012 / softcover reprinted in 2014 with a new cover reflecting Tyson's status as host of Cosmos: A Spacetime Odyssey). ISBN 0-393-08210-5
- Welcome to the Universe: An Astrophysical Tour (co-authored with Michael A. Strauss and J. Richard Gott) (2016). ISBN 978-0-691-15724-5.
- Astrophysics for People in a Hurry (2017). ISBN 978-0-393-60939-4. Астрофизика за заети хора (2017). ISBN 978-619-01-0111-6
- Accessory to War: The Unspoken Alliance Between Astrophysics and the Military (2018, with Avis Lang). ISBN 0-393-06444-1.
- Letters from an Astrophysicist (2019). ISBN 978-1-324-00331-1.